# صموئيل كونينغهام
صموئيل كونينغهام (بالتايلندية: แซมมวล ป.คันนิ่งแฮม) (18 يناير 1989 بنونثابوري في تايلاند - ) هو لاعب كرة قدم تايلندي في مركز حراسة المرمى. شارك مع منتخب تايلاند تحت 17 سنة لكرة القدم ومنتخب تايلاند تحت 20 سنة لكرة القدم. أما مع النوادي، فقد لعب مع نادي بوريرام يونايتد ونادي بوليس تيرو ونادي موانغتونغ يونايتد وThailand Tobacco Monopoly F.C. ‏ وRajpracha F.C. ‏ وSisaket F.C. ‏ وTOT S.C. ‏ وAir Force United F.C. ‏ وSuphanburi F.C. ‏.

## وصلات خارجية
- صموئيل كونينغهام على موقع قاعدة بيانات كرة القدم.إي يو (الإنجليزية)
- صموئيل كونينغهام على موقع Soccerway.com (الإنجليزية)